# Lumen (cytologie)
Pour les articles homonymes, voir Lumen.
Le lumen en cytologie est l'espace intérieur d'organites creux, comme l'intérieur des thylakoïdes dans les plastes ou l'intérieur des saccules du réticulum endoplasmique.
Le collagène est produit dans le lumen du réticulum endoplasmique avant d'être exporté vers sa destination finale.